# Cvrček domácí
Cvrček domácí (Acheta domesticus, alt. domestica) je středně velký, široce rozšířený cvrček.

## Výskyt
Je hojným nevítaným obyvatelem ústředně vytápěných budov po celém světě, kde požírá uskladněné potraviny a v noci obtěžuje hlasitým cvrkáním, které vydávají pouze samečci třením křídel o sebe ve vzpřímené poloze, na kterých u kořene mají silné žilkování. Křídla samiček jsou hladká.

## Popis
Dorůstá délky 16–20 mm. Má poměrně štíhlé, běložluté tělo s hnědou kresbou na hlavě a hrudi, dvěma dlouhými štěty na zadečku a poměrně dlouhými tykadly. Samice má na rozdíl od samce na zadečku navíc kladélko.

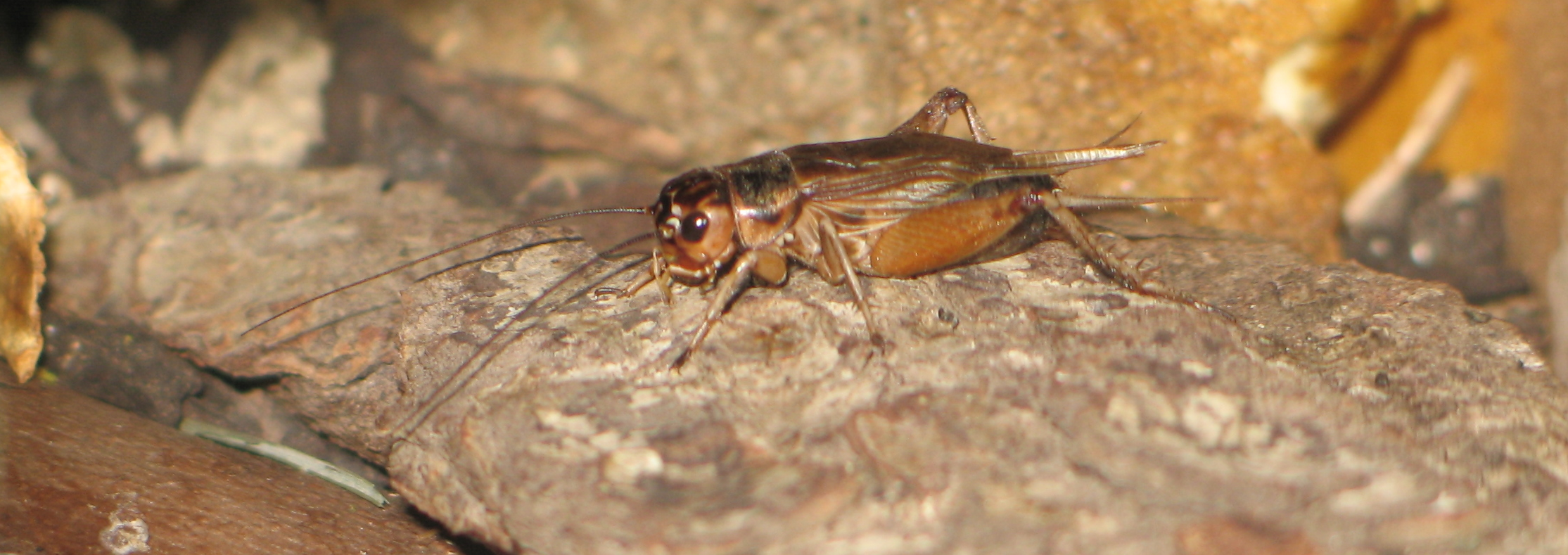
Samec
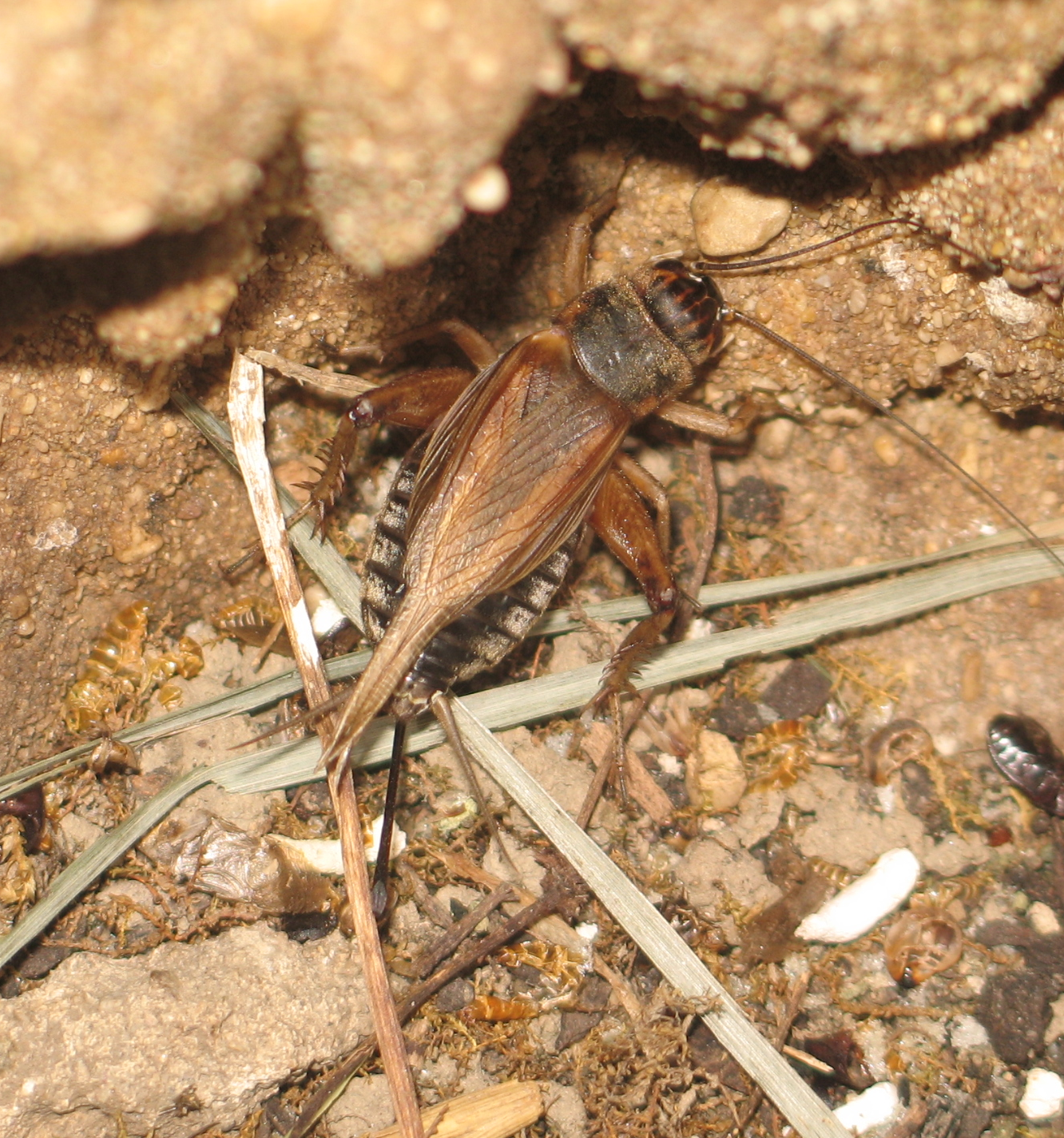
Samice

## Biologie
Pro svůj život preferuje místa s teplotou nad 28 °C a vysokou vlhkostí vzduchu. Proto bývá velice hojný v pekárnách, lázních nebo v teplých sklepech domů. Nejraději přebývá v místnosti s potravinami. Tento cvrček může infikovat svoji potravu, tím přenáší choroby, například salmonelu, roztoče a bakterie. Cvrček je plachý živočich, který bývá většinou dobře ukryt na nějakém nedostupném místě, například za nábytkem apod. Jde o typického všežravce, který dokáže pozřít téměř vše stravitelné. Chová se také v zoologických zahradách nebo se dá koupit ve zverimexech, kde se stává oblíbenou potravou hmyzožravých živočichů nebo plazů. Ten, koho cvrček obtěžuje v domácnosti svým cvrkáním, má možnost dezinsekce (zničení) například chemickými přípravky nebo dezinsekční firmou. Místnost, ve které se cvrček domácí chová, se nazývá cvrčkárna.

## Druhy cvrčků
CVRČEK STEPNÍ (BANÁNOVÝ) - GRYLLUS ASSIMILIS
- patří k větším cvrčkům; dorůstá větších rozměrů než cvrček domácí
- cvrká méně než cvrček domácí
- hodí se pro krmení větších zvířat
- mají slušnou rozmnožovací schopnost
- je odolnější vůči chorobám než cvrček domácí

DOMÁCÍ - ACHETA DOMESTICA
- menší než cvrček stepní
- poměrně hlasitě cvrká
- hodí se pro krmení menších zvířat
- mají dobrou rozmnožovací schopnost
- odolávají i nižším teplotám

CVRČEK DVOUSKVRNNÝ - GRYLLUS BIMACULATUS
- jedná se o robustního cvrčka (je větší než cvrček stepní)
- cvrká velmi hlasitě
- je tvrdší než jiní cvrčci
- má svůj specifických zápach, díky němuž může být mnoha zvířaty odmítán
- hodí se pro krmení větších zvířat (například agam vousatých)
- je specifický svým černým zbarvením a žlutými flíčky nahoře na křídlech